# 蛇岛站
蛇島站（韓語：사도역）是朝鮮民主主義人民共和國两江道白岩郡阳谷里的一個鐵路車站，属于白头山青年线。

## 邻近车站
白头山青年线
城德站 - 蛇島站 - 旸谷站